# 나의 행복한 결혼 (영화)
《나의 행복한 결혼》(わたしの幸せな結婚)은 일본에서 제작된 츠카하라 아유코 감독의 2023년 로맨스 판타지 드라마 영화이다. 메구로 렌 등이 주연으로 출연하였다. 라이트 노벨 나의 행복한 결혼의 실사 영화이다.

## 출연

### 주연
- 메구로 렌 - 쿠도 키요카 역
- 이마다 미오 - 사이모리 미요 역

### 조연
- 와타나베 케이스케 - 츠루키 아라타 역
- 오오니시 류세이 - 타카이히토 역
- 마에다 오시로 - 고도 요시토 역
- 타카이시 아카리 - 사이모리 카야 역
- 오고에 유우키 - 타즈이시 코지 역
- 사토 아라타 - 키즈지키 토야 역
- 니시가키 쇼 - 오카베 쇼타 역
- 마츠시마 쇼타 - 미야타 켄스케 역
- 타카하시 히로토 - 사와무라 신페이 역
- 타마키 료 - 케이코 역
- 코바야시 료코 - 하나 역
- 하마다 마나부 - 스도 츠구하루 역
- 야마모토 미라이 - 유리에 역
- 야마구치 사야카 - 사이모리 카노코 역
- 히라야마 유스케 - 타츠이시 미노루 역
- 타카이시 아카리 - 사이모리 카야 역
- 타카하시 츠토무 - 사이모리 신이치 역
- 츠다 켄지로 - 카모무라 노리오 역
- 오노에 우콘 - 쿠루루키 타다노리 역
- 히노 쇼헤이 - 츠루키 요시로 역
- 이시바시 렌지 - 황제 역

### 특별 출연
- 츠치야 타오 - 사이모리 스미 역

## 수입사
- 엔케이컨텐츠